# Laryngoskopia

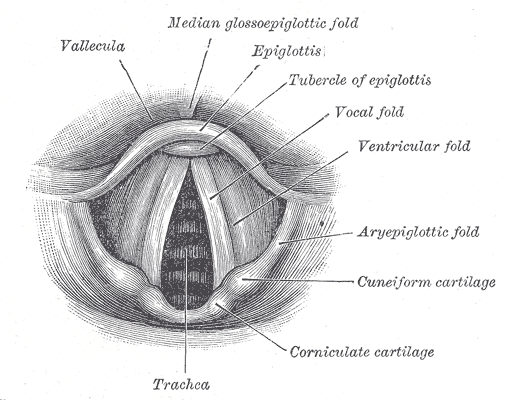
Obraz krtani w laryngoskopii pośredniej

Laryngoskopia – metoda badania krtani wykonywana przez laryngologa. Pierwszej obserwacji własnej krtani dokonał w 1854 roku hiszpański śpiewak Manuel Garcia.

## Laryngoskopia pośrednia
Laryngoskopia pośrednia – (ang. indirect laryngoscopy) – badanie krtani za pomocą lusterka krtaniowego w warunkach ambulatorium laryngologicznego. Pacjentowi poleca się wyciągnięcie języka ku przodowi. Język przytrzymywany jest przez laryngologa gazikiem. Prawą ręką lekarz wkłada lusterko lekko ogrzane  nad palnikiem lub w ciepłej wodzie do jamy ustnej ku tyłowi opierając o podniebienie miękkie i języczek, tak aby uwidocznić krtań. Krtań jest oświetlana przez lustro lub lampę czołową założoną na głowie laryngologa. Lusterko zawsze musi być ogrzane aby nie zaparowało. Po uwidocznieniu krtani ogląda się nagłośnię, fałdy przedsionkowe, fałdy głosowe, spoidło przednie i tylne, okolicę międzynalewkową i nalewki oraz wejście do przełyku.
Krtań bada się w dwóch pozycjach:
- respiratio podczas swobodnego oddychania pacjenta, gdy fałdy głosowe i przedsionkowe są rozwarte
- fonatio podczas mówienia (najczęściej litera "i" lub "y"), gdy fałdy są w zwarciu.

Oglądanie krtani w 2 pozycjach umożliwia obserwacje poruszania się fałdów głosowych – zawsze musi być ono symetryczne. W przypadku asymetrii mamy do czynienia z niedowładem lub porażeniem fałdu/fałdów głosowych o różnej etiologii.

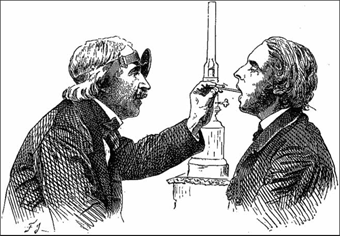
Prekursor laryngoskopii Manuel Garcia w trakcie badania krtani lusterkiem

Oprócz badania krtani laryngoskopia pośrednia umożliwia badanie nasady języka, dołeczków zajęzykowych, części krtaniowej gardła (zachyłki gruszkowate).
Czasami w przypadku nasilonych odruchów wymiotnych (szczególnie u palaczy) błonę śluzową górnych dróg oddechowych znieczula się miejscowo roztworem lidokainy.
Odmiany laryngoskopii pośredniej:
- Pozycja Kiliana – pozycja umożliwiająca lepszy wgląd w spoidło tylne. Podczas tej pozycji pacjent stoi a laryngolog siedzi.
- Pozycja Türcka – umożliwia lepszy wgląd na spoidło przednie. Podczas tej pozycji pacjent siedzi a laryngolog stoi.

Laryngoskopia pośrednia jest podstawową metodą badania krtani w gabinecie lub ambulatorium laryngologicznym. Umożliwia jej oglądanie, a co za tym idzie wykrycie wielu patologii, od zapaleń krtani do raka raka krtani włącznie.

## Laryngoskopia bezpośrednia
Laryngoskopia bezpośrednia – (ang. direct laryngoscopy) – oglądanie krtani w warunkach sali operacyjnej w znieczuleniu ogólnym po uprzedniej intubacji lub w przypadku planowanej operacji raka krtani tracheotomii. Krtań ogląda się za pomocą sztywnych endoskopów – laryngoskopów.
Jej częściej stosowaną odmianą jest:
- Mikrolaryngoskopia – w znieczuleniu ogólnym laryngoskop włożony przez jamę ustną pacjenta tak aby uwidocznić krtań mocuje się na specjalnej dźwigni opartej na mostku. Krtań ogląda się za pomocą dwuokularowego mikroskopu operacyjnego, który ustawia się przed laryngoskopem tak aby uwidocznić krtań. Zabieg jest wykonywany w celach diagnostycznych i leczniczych. Za jego pomocą, przy użyciu odpowiednich narzędzi można pobierać materiał do badań histopatologicznych w przypadku zmian podejrzanych o etiologię nowotworową, a także wewnątrzkrtaniowo usuwać różne zmiany patologiczne z krtani np. polipy, brodawczaki, obrzęk Reinkego itp.

Mikrolaryngoskopia jest powszechnie stosowanym zabiegiem na oddziałach laryngologicznych i stanowi duży postęp w mikrochirurgii wewnątrzkrtaniowej.
- Videolaryngoskopia – badanie krtani w warunkach ambulatoryjnych za pomocą sztywnego endoskopu sprzężonego z kamerą i torem wizyjnym. Badanie to umożliwia oglądanie krtani w powiększeniu z możliwością dokumentacji całego badania. Umożliwia ono dobry wgląd w miejsca ukryte lub słabo widoczne w laryngoskopii pośredniej.